# جزيرة مكران
جزيرة مكران (بالإنجليزية: Mokrane Island)‏ أو جزيرة موكروم (بالإنجليزية: Mokreum Island)‏ هي جزيرة جزائرية تقع في البحر الأبيض المتوسط في الجزء الغربي لشاطئ المخلد الواقع في بني خلاد بولاية تلمسان، تقع الجزيرة على بعد 334 متر عن البر الرئيس وتبلغ مساحتها حوالي 2.5 هكتار وطولها 400 متر.

## وصف الجزيرة
تقع جزيرة مكران و التي يبلغ طولها 400 متر شمال ميناء هنين بولاية تلمسان على الساحل الغربي لشاطئ بني خلاد. وهي جزيرة مطلة على المياه على بعد اثنا عشر ميلا بحريا شرق بني صاف.

## التسمية الموضوعية
الجزيرة تُعرف أيضًا باسمها الاسباني Lilanegra ليلانيغرا، وهي كلمة مركبة من ليلا المشتقة من إيسلا (isla) التي تعني جزيرة، ونيغرا (negra) التي تعني السوداء، وتترجم حرفيًا إلى الجزيرة السوداء. هذه هي الطريقة التي تم بها تسميتها من قبل الأجانب. واسمها الشائع هو جزيرة موكروم، التي أصبحت باللهجة المحلية جزيرة موكران أو جزيرة مقران.

## معرض الصور

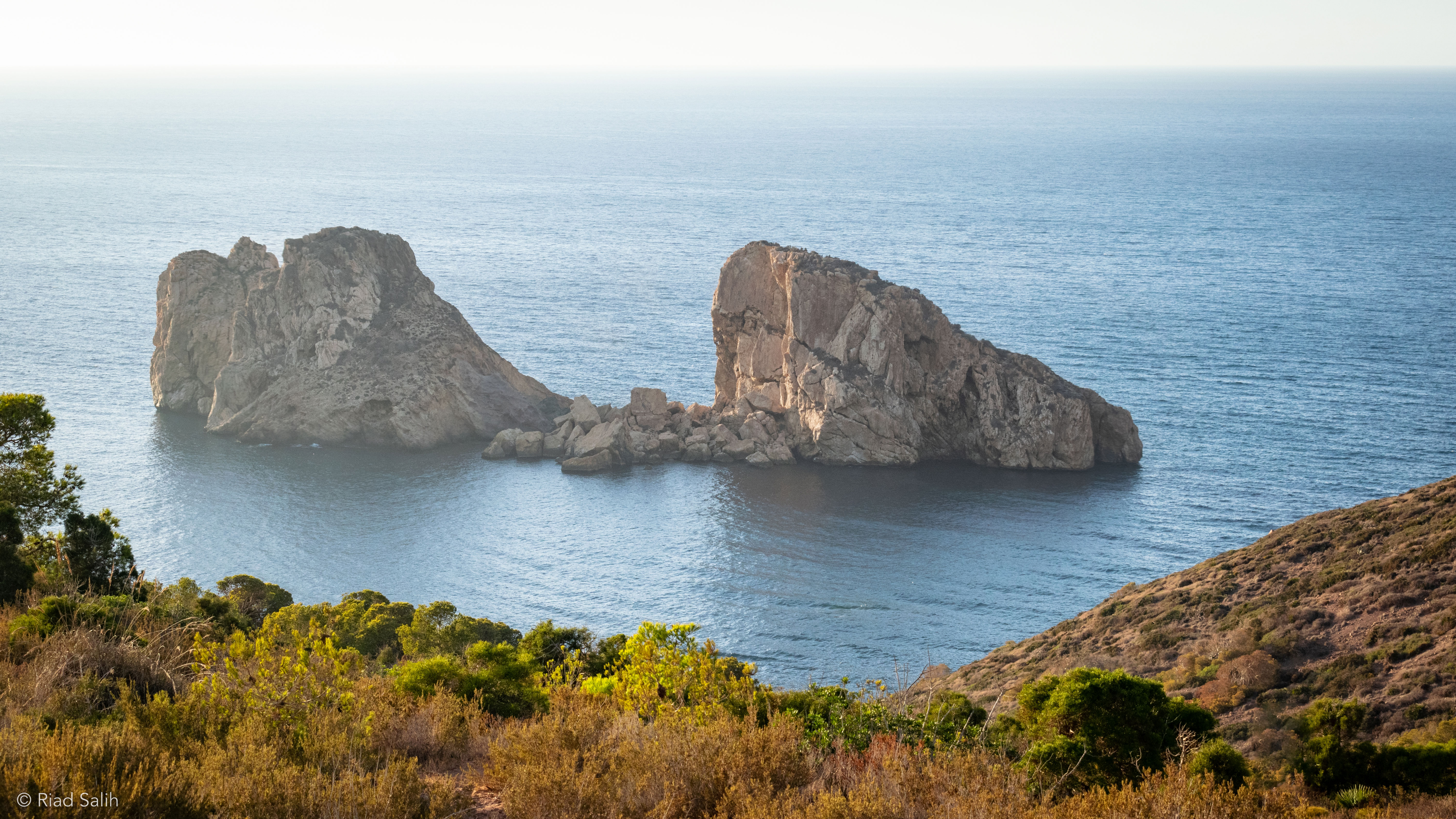
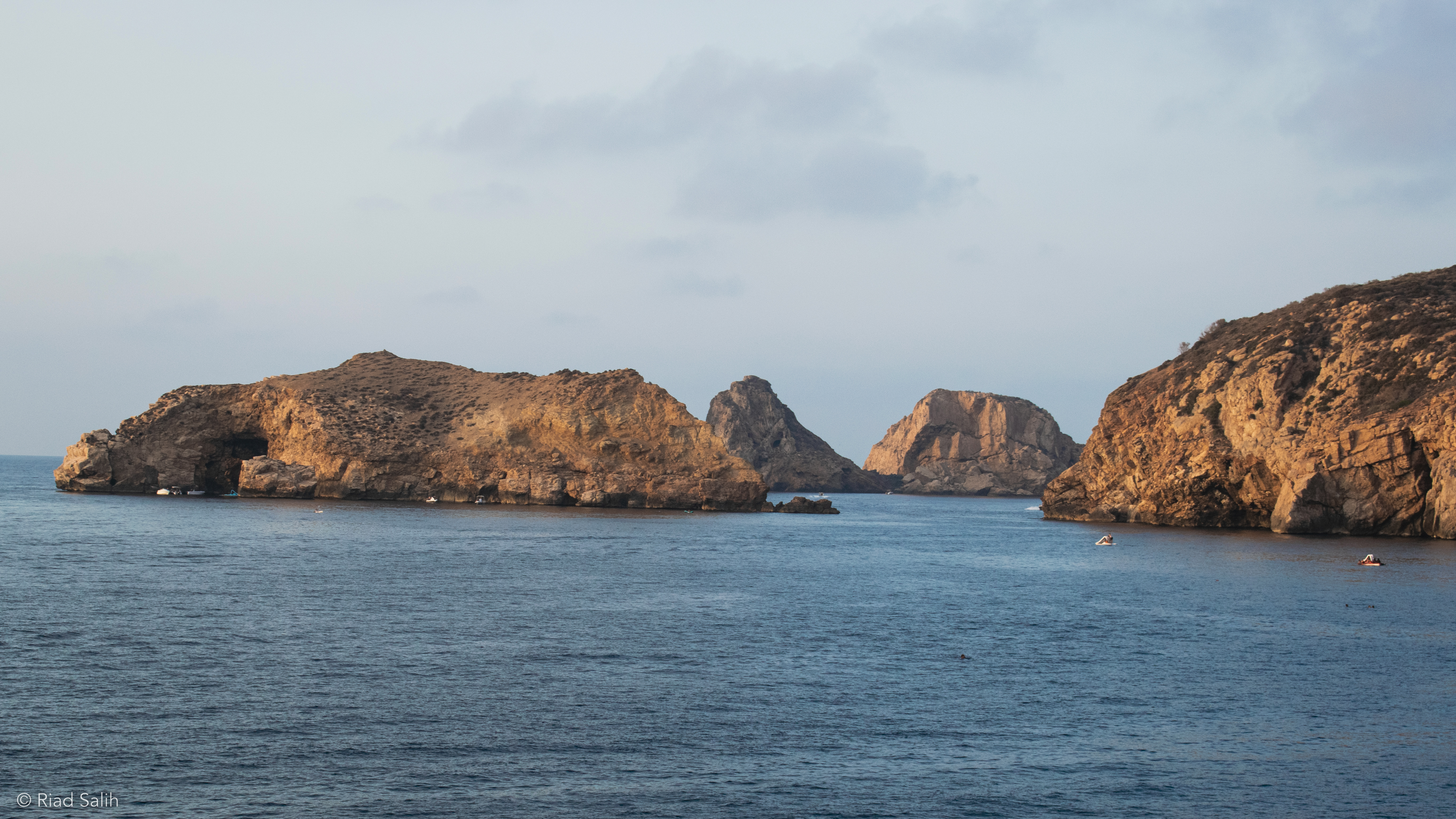
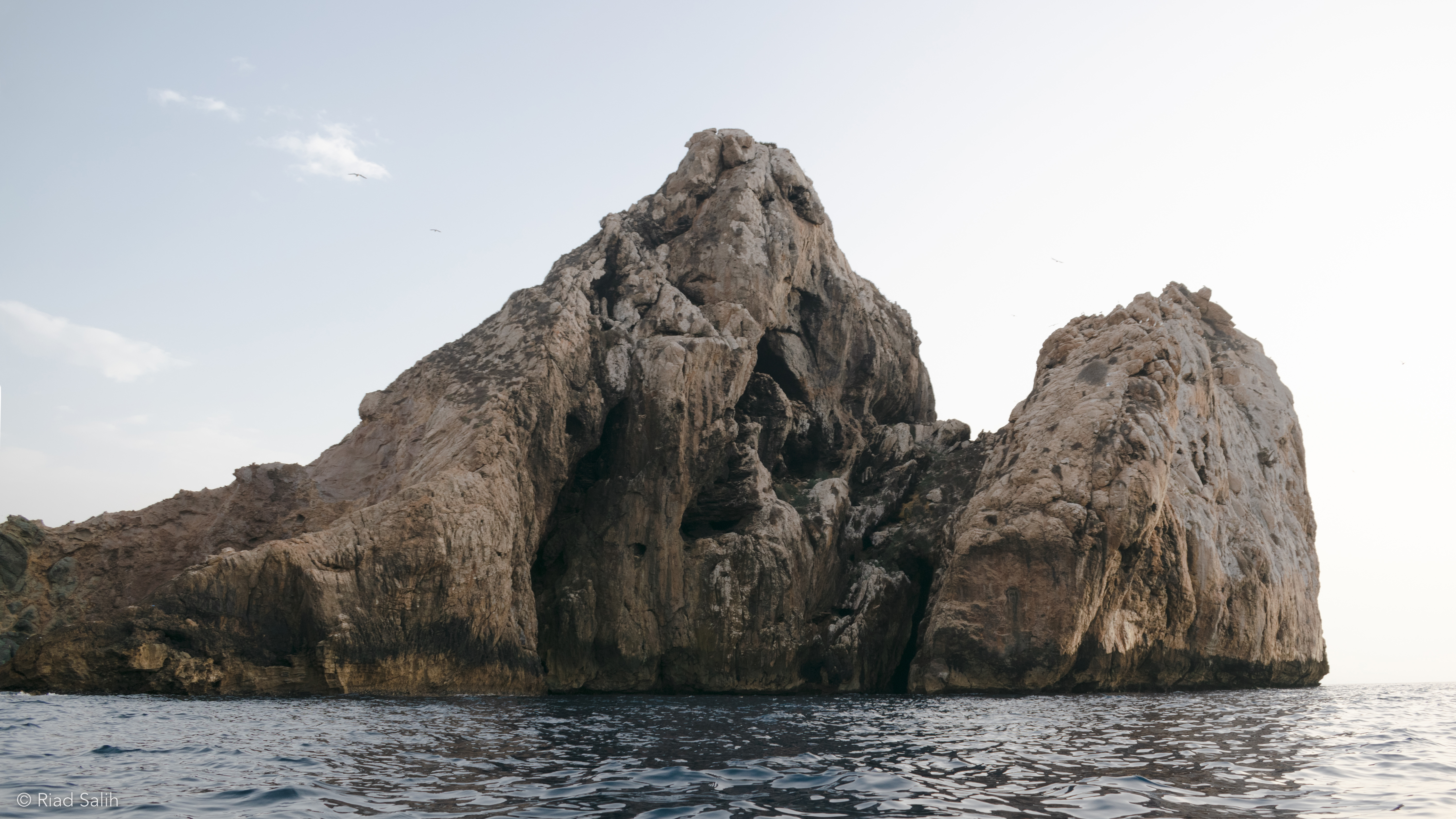